# 火柴盒貼畫

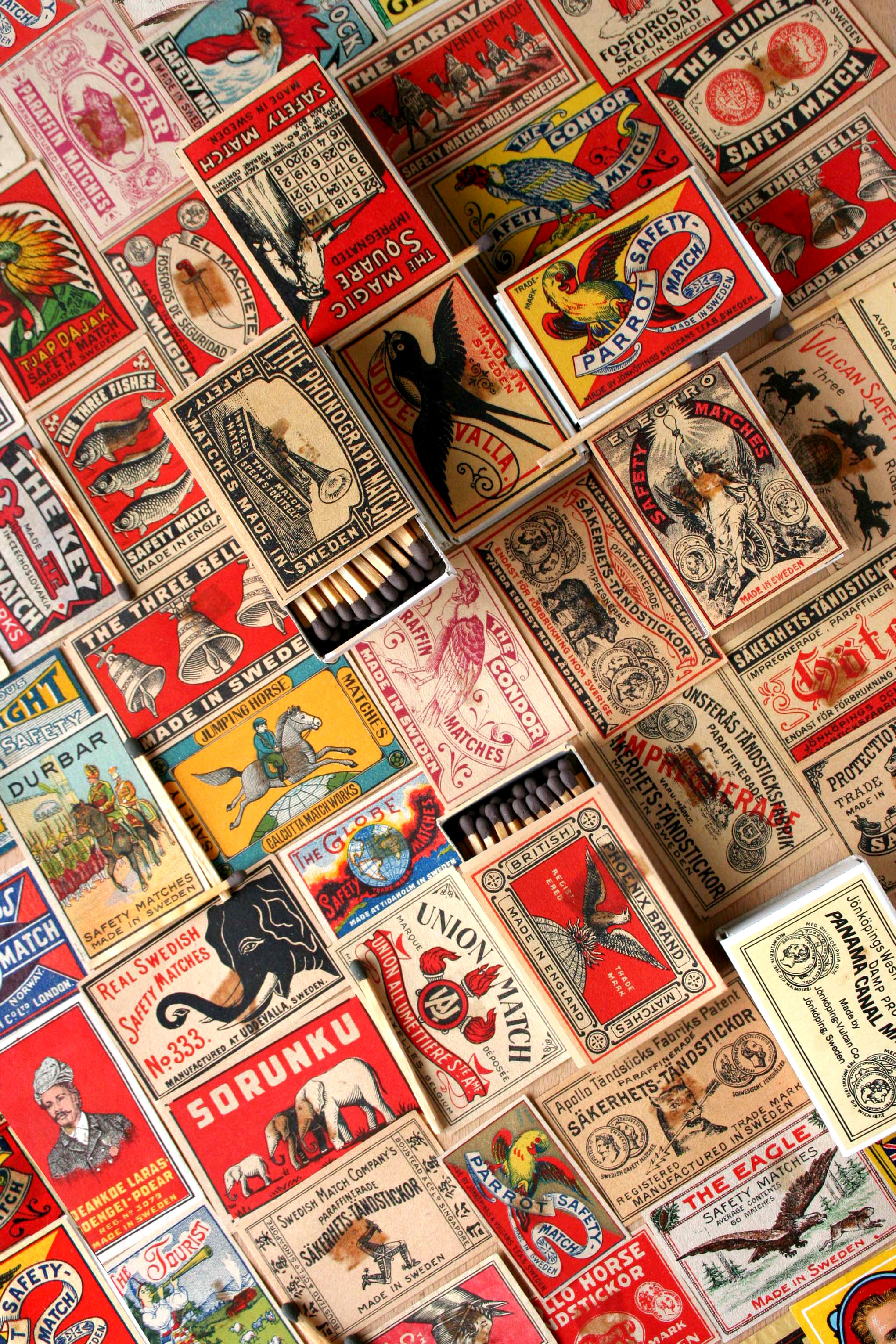
20世纪初瑞典生产的火柴盒

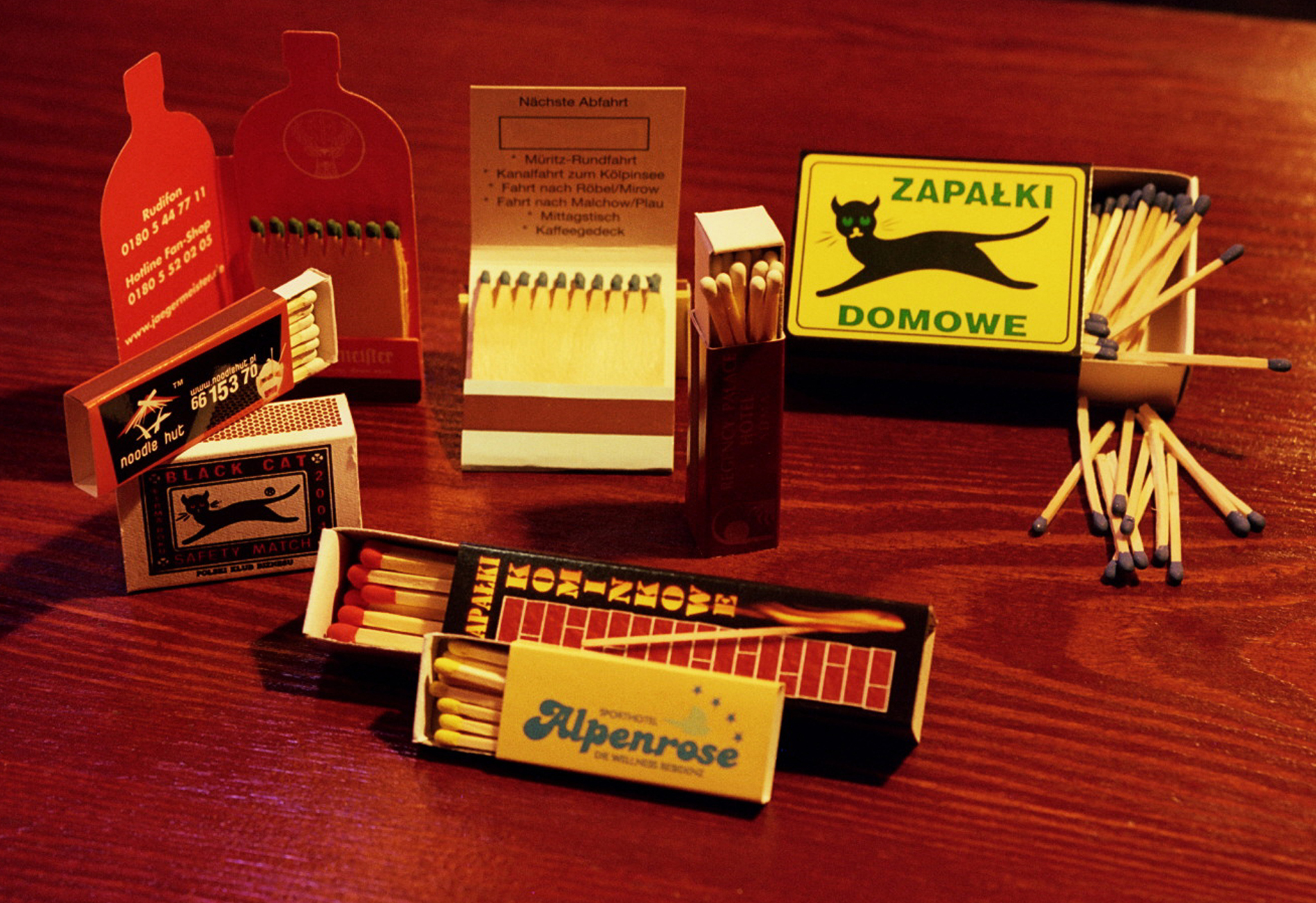
来自琴斯托霍瓦火柴厂的火柴盒

火柴盒贴画，也叫“火花”，是指火柴盒子上的贴画，包括商标、广告或设计图样，也是收藏者对这种迷你艺术品的一种爱称。
火柴，在中国近代称为“洋火”，常见于中国近代文学家的作品里。火柴盒上的贴画品种繁杂，大多取材于当地民俗。中国“火花大王”刘仁举就收藏了有38种题材的“火花”。“火花”就像邮票一样，方寸之间无所不包。
在一般收藏家们所拥有的“火花”当中，历史价值较高的品种的多数民国时期、文革、或1980年代所制；往后如餐厅、宾馆、酒店等企业机构所制的“火花”品种，以及特殊机构要求火柴工厂协助印制和发行的所谓“火花”小全张等等，基本属于商业宣传或娱乐性质，其收藏价值因人而异，而研究和历史价值则相对较低。
1. ↑  . phillumeny.com. phillumeny.com.   [2023-12-29]. （原始内容存档于2023-12-29）.